# カリオカ (フュージョンバンド)
カリオカ (CARIOCA) は、1970年代から1980年代にかけて活動していた日本のフュージョンバンド。サンバやボサノヴァをベースにしたラテン系サウンドで今なお根強い人気を持つ。結成当初のバンド名はサンバ・カリオカ (Samba Calioca)。 

## 歴史
1975年に結成された長谷川きよしバンドのメンバーだった中谷望（フルート）・平野融（ベース）・吉川祐二（パーカッション）が東京・下北沢や新宿のライブハウス『ロフト』で毎月定例の「サンデー・サンバセッション」を開始。その後アントニオ石田（ドラムス）と佐藤正美（ギター）がセッションに参加する様になる。
1977年、長谷川きよしバンドの解散と同時に5人で『サンバ・カリオカ』を結成。
1978年11月、キティレコードからファースト・アルバム『Sunny Place Carnival』をリリース。
1979年、2枚目のアルバム『Little Train』の発表を機に、バンド名を『カリオカ』に改める。
以降、メンバーの新加入・再加入・脱退を繰り返しながら年に1枚から2枚ほどのペースでアルバムをリリース。この間、1985年にはキティレコードからポリドールに移籍した。しかし1987年にアルバム『SAMPO』をリリースしたのを最後に、カリオカとしての活動は事実上休止状態となっている。

## メンバー
中谷 望（なかたに　のぞむ）
フルート担当。1947年広島県生まれ。中学生の時にブラスバンドでフルートを始める。国立音楽大学フルート科に入学後、ソロ及び室内アンサンブルでの演奏活動の他、琴2人にフルート1人という形で邦楽奏法を研究、この演奏スタイルを発展させて『須磨の嵐』というグループを結成、アルバムも発表した。卒業後冨田勲に見出され、スタジオミュージシャンの道を歩み始める。その後長谷川きよしのステージに関わるようになり、1977年にサンバ・カリオカの結成に参加。1982年にカリオカを脱退。42歳の時に洗礼を受けクリスチャンとなる。1999年11月13日死去。

平野 融（ひらの　とおる）
ベース担当。1953年8月13日、東京都生まれ。慶應義塾大学在籍中にいくつかのグループを結成した後『Daddy Oh!』を結成、荒井由実のバックバンドとして活動。吉田拓郎、ガロ、遠藤賢司他、多くのスタジオワーク、ライブセッションにも参加。1977年にサンバ・カリオカの結成に参加。これと並行して1980年から『カーティス・クリーク・バンド』の活動を開始。1982年にカリオカを脱退後、1996年から『平野融バンド』としてライブ活動を開始する一方、音楽家たちが自由に参加できる場として、サンバグループ『B・J・R』も主宰、活動中。ボサノヴァグループ『Nossa Bossa』としても活動中。

吉川 祐二（よしかわ　ゆうじ）
パーカッション担当。1946年3月3日、北海道中標津町生まれ。中学時代はブラスバンド部に在籍し、その後陸上自衛隊東京中央音楽隊に入隊。除隊後は瀬上養之助に師事しラテンリズムを習得。1967年から8年間『ロス・インディオス』に加入。その間1か月にわたりブラジル・アルゼンチン・ペルーへの演奏旅行があり、その際にブラジル音楽に特に興味を持つ。1977年にサンバ・カリオカの結成に参加。1980年にカリオカを脱退。

アントニオ石田（アントニオいしだ）
ドラムス・パーカッション担当。本名・石田祐一。1946年1月18日、東京都生まれ。高校時代にジョージ川口に師事、ドラムの世界に入る。1965年にラテンロックの先駆的バンド『マスタッチセブン』に参加。その後松岡直也、横田年昭らのバンドに参加し、1972年には『ニューブリード』の初代ドラマーに就任。翌年サンバの店『サッシペレレ』で演奏、多くのブラジルのミュージシャンと知り合いサンバにとりつかれる。1977年にサンバ・カリオカの結成に参加。1980年に一旦カリオカを離れた後、1982年に自己のバンド『ギャロップ』を結成。1983年にカリオカに復帰。

佐藤 正美（さとう　まさみ）
ギター担当。1952年3月1日、東京都生まれ。12歳の時に「禁じられた遊び」を聴いたのがきっかけで独学でギターを始め、その後ブラジル音楽研究家の大島守にブラジル音楽論を学ぶ。1973年に『サッシペレレ』でプロ活動を開始、来日した多くのブラジルのミュージシャンと出会いブラジル音楽を学ぶ。1977年にブラジルの歌手・エリオの日本でのファーストアルバム『エリオ・マリアーノ』に参加する一方、サンバ・カリオカの結成に参加。1980年に一旦カリオカを離れ、ソロ活動を行う傍ら、1982年にスペインへ渡り数か月間滞在。その後の創作活動における大きな刺激となる。1983年にカリオカに復帰。一方でソロ活動も精力的に行う。2015年7月30日死去。

乾 裕樹（いぬい　ひろき）
キーボード担当。アルバム『Sunny Place Carnival』の頃からゲストミュージシャンとして参加。1981年に正式メンバーに加入。1985年にカリオカを脱退。

井上 茂（いのうえ　しげる）
ドラムス担当。1981年カリオカに加入。1982年にカリオカを脱退。

植竹 哲朗（うえたけ　てつろう）
ベース担当。1983年カリオカに加入。1985年にカリオカを脱退。

永田 一郎（ながた　いちろう）
キーボード担当。愛称・エルトン永田。1955年東京都生まれ。国立音楽大学作曲科中退。在学中の1976年に松任谷由実のバックバンド『コズミックララバイ』に参加。以後プロとして活動。独立後も吉田拓郎、イルカ等、主にニューミュージック系アーティストのツアーやレコーディング等に参加。1985年カリオカに加入。

早川 哲也（はやかわ　てつや）
ベース担当。1960年大阪府生まれ。中学生の頃からギターを始め、高校時代にウッドベースを始める。高校卒業後上京し、井野信義に師事。宮野弘紀の『Bird on the Wind』や佐藤春樹グループ等でライブ活動を開始。1986年カリオカに加入。他にアコースティッククラブ、溝口肇、赤木リエ、中西俊博らのアルバムにも参加。

## ディスコグラフィ
曲名の後の（　　）内は作曲者。記号の付いている曲はベスト盤収録曲。○印は『CARIOCA』、▲印は『Sunrise Smilin'』、☆印は『GALLERY』に収録。

### キティレコード時代
CARIOCA（1980年3月21日発売）
ベスト盤。
Horizon Dream（1981年6月1日発売）
高中正義、深町純とのコンピレーション盤。全7曲中、カリオカの楽曲は『Snooze』『Before You Go』の2曲を収録。
Sunrise Smilin'（1982年6月25日発売）
ベスト盤。
Horizon Dream Vol.2（1982年3月25日発売）
高中正義、小林泉美とのコンピレーション盤。全8曲中、カリオカの楽曲は『Honey Moon』『Little Train』『Dream Away』の3曲を収録。
Horizon Dream Vol.3（1983年6月26日発売）
イミテーション、佐藤博、小林泉美とのコンピレーション盤。全11曲中、カリオカの楽曲は『Quick Step Motion』『Insight』『Você É Bonita』『Coconuts Samba』『A Drop Of Tears』の5曲を収録。
GALLERY（1984年12月1日発売）
ベスト盤。

### ポリドール時代
『DUSK』以前のアルバムはアナログLP及びカセットテープでの発売。『GALLERY』以降のアルバムはアナログLP及びCDでの発売。『Pale Moon』は2001年にCD化された。その後長年にわたり全盤廃盤となっていたが、2013年6月26日に上記の14枚のアルバム全作品がユニバーサルミュージック （旧キティレコード・旧ポリドールの後継会社）からCDとして再発売された。『DUSK』以前のアルバムは初のCD化である。

## その他
- 1980年放送のTBS系ドラマ『恋人たち』の音楽を担当した。
- テレビ朝日系『土曜ワイド劇場』に、カリオカが音楽を担当したドラマがある。[要出典]